# Беса (певачица)
Беса Кокедима (алб. Besa Kokëdhima; Фјер, 29. мај 1986), позната само као Беса, албанска је певачица. Представљаће Албанију на Песми Евровизије 2024. са песмом Titan, енглеском верзијом њене песме Zemrën n'dorë.

## Биографија
Рођена је 29. маја 1986. године у Фјеру, у тадашњој Народној Социјалистичкој Републици Албанији. Са 15 година се преселила у Уједињено Краљевство због школовања. Године 2003. објавила је песму Më Beso и постала чланица новоформиране групе Produkt 28. Године 2006. издала је дебитантски албум, Besa.

## Дискографија
Студијски албуми
- (2006)
- (2011)
- (2013)
- (2014)